# Bulbostylis sphaerocarpa
Bulbostylis sphaerocarpa är en halvgräsart som först beskrevs av Johann Otto Boeckeler, och fick sitt nu gällande namn av Charles Baron Clarke. Bulbostylis sphaerocarpa ingår i släktet Bulbostylis och familjen halvgräs. Inga underarter finns listade i Catalogue of Life.